# Pinus pumila
El pi nan siberià (Pinus pumila) és una espècie de conífera de la família Pinaceae, nadiua del nord-est d'Àsia, incloent illes del Japó.

## Descripció
És un arbust reptant que fa fins a 3 m d'alt. Al Japó de vegades s'hibrida amb Pinus parviflora; que són més alts i fan fins a 10 m.

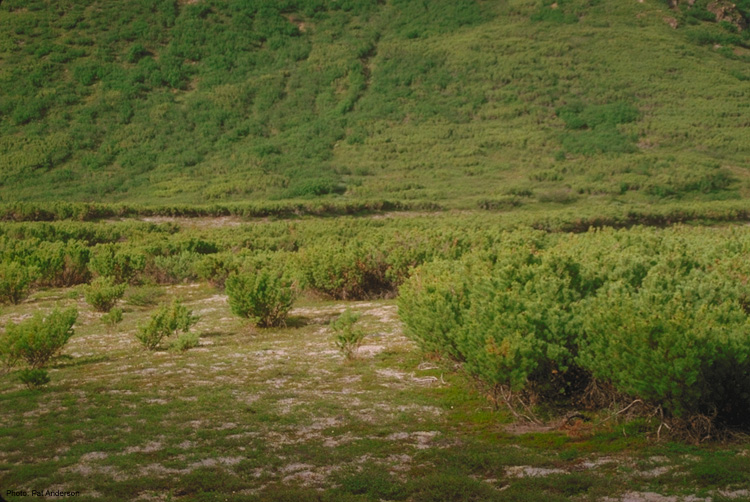
Pinus pumila a l'oest de Sibèria

Les seves fulles són en fascicles de 5. Les pinyes fan 2,5-4,5 cm de llargada. Els seus pinyons són comestibles

## Cultiu
És una planta ornamental en jardins. El cultivar P. pumila 'Glauca' ha guanyat de la Royal Horticultural Society el premi Award of Garden Merit.

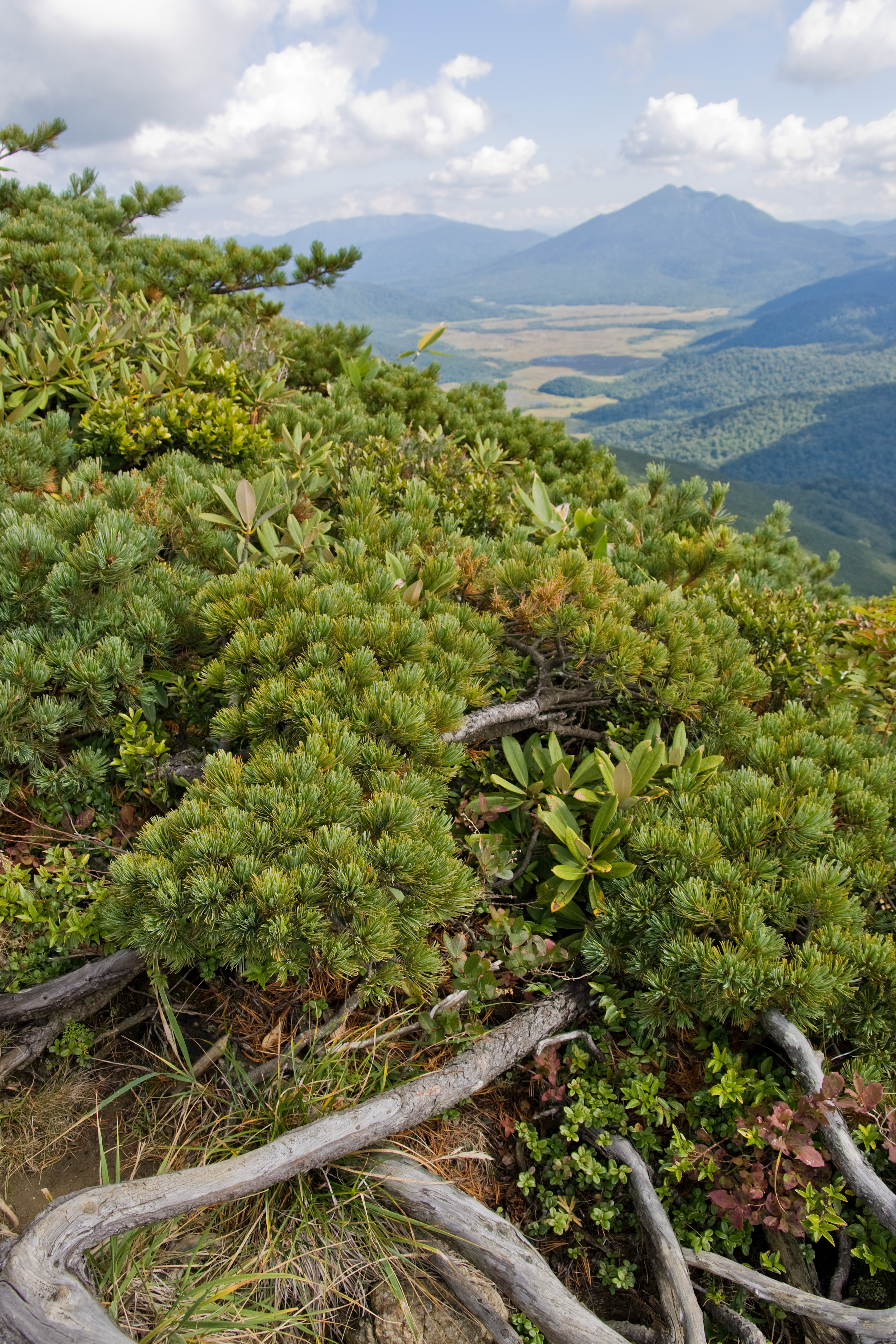
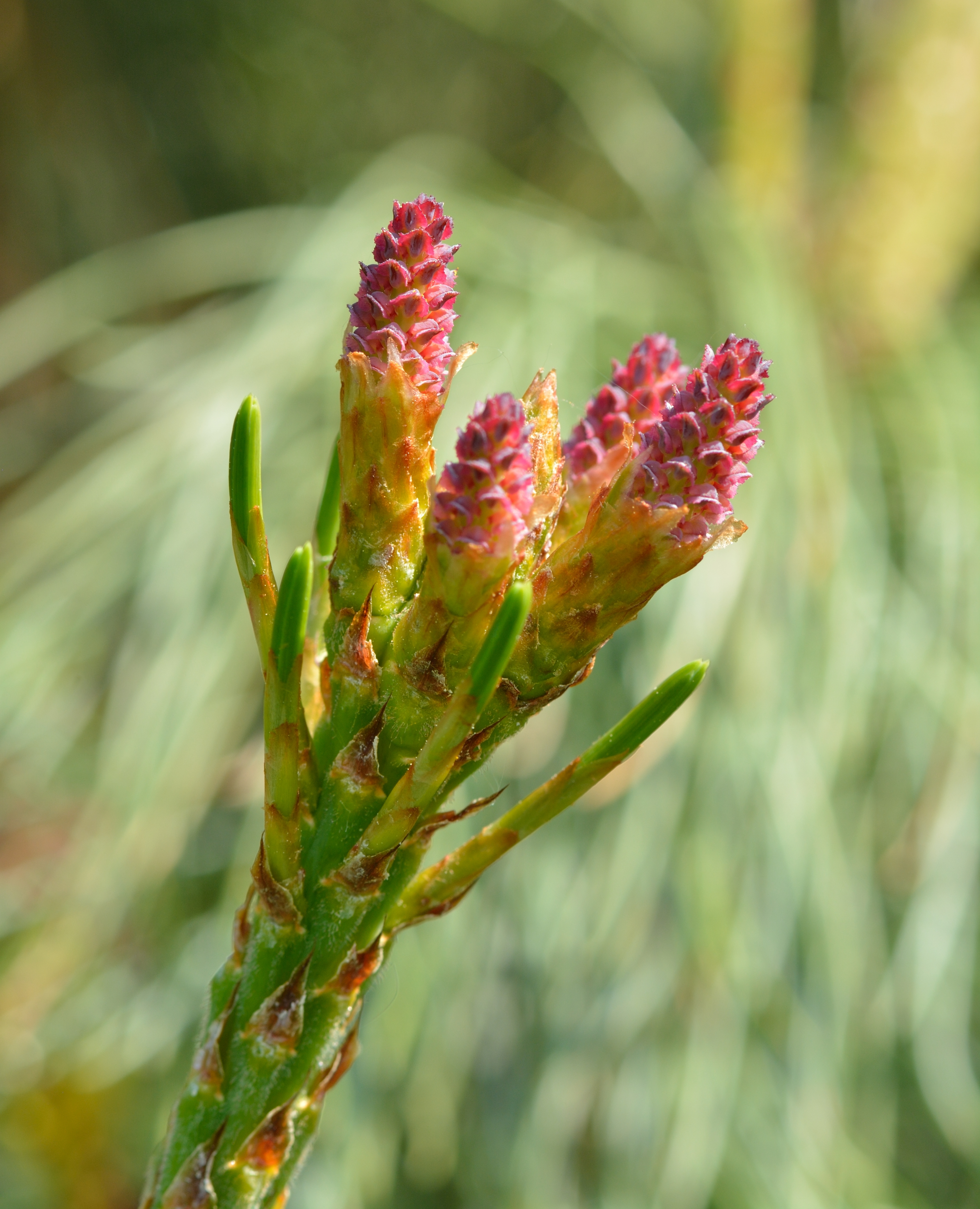
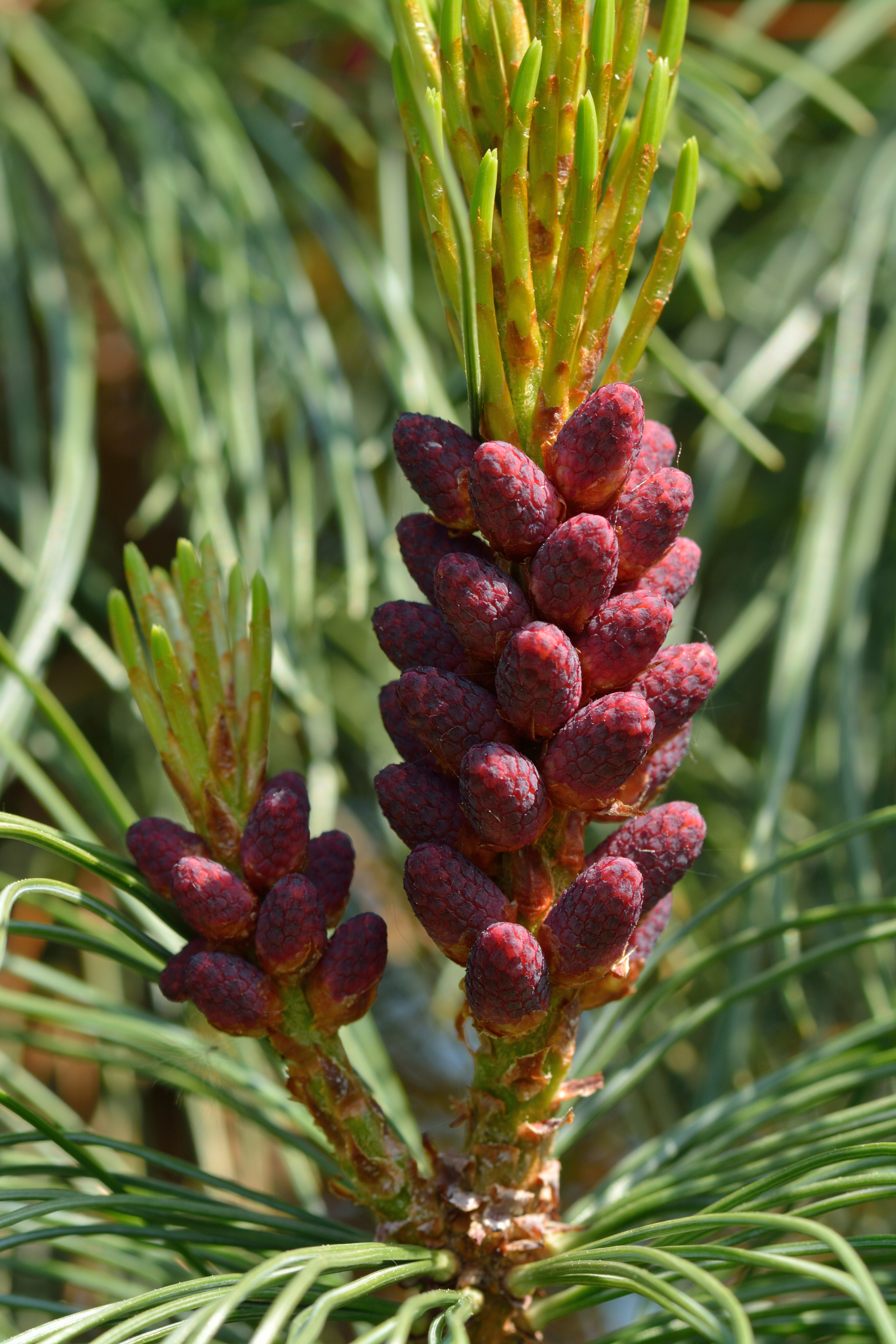